# Museu Júlio de Castilhos
O Museu de História Júlio de Castilhos (MHJC) é um museu do estado brasileiro do Rio Grande do Sul. Está instalado em dois antigos casarões da capital Porto Alegre, localizados na rua Duque de Caxias nos 1205 e 1231, no centro histórico da cidade. É o mais antigo museu do estado ainda em atividade, e um dos mais visitados. Sua sede é patrimônio tombado pelo estado e parte da sua coleção é tombada pelo Instituto do Patrimônio Histórico e Artístico Nacional (IPHAN).

## História

### Antecedentes
Fundado em 1903, o Museu de História Júlio de Castilhos é o mais antigo museu ainda em funcionamento do estado do Rio Grande do Sul. Sua fundação foi a culminação bem sucedida de diversas tentativas anteriores de se criar museus no estado, que nunca saíram do papel ou duraram pouco, todos mal documentados. Em 1857 um cronista do jornal O Guayba, que se identifica como "O Freguês", lançou a ideia de criar-se uma galeria de pinturas em Porto Alegre, mas não é registrada sua existência efetiva. Diversos pequenos museus privados e públicos foram idealizados a partir desta época, um período em que o interesse político e acadêmico por essas instituições se expandia no Brasil. Alguns nasceram como equipamentos educativos auxiliares nas escolas mais importantes, combinando características de gabinetes de curiosidades e laboratórios científicos, como o museu de História Natural do Liceu Dom Afonso, a primeira escola secundária da Província, idealizado para educação dos alunos, citado a partir de 1846 mas só instalado em torno de 1870 já na Escola Normal. Outros surgiram por iniciativa de associações civis, como foi o caso do museu fundado em 1862 pelo Instituto Histórico e Geográfico da Província de São Pedro, que aparentemente nunca funcionou, pois o Instituto foi extinto no ano seguinte. Ou o museu organizado pelo Partenon Literário, citado a partir de 1876, que parece não ter sido nunca definitivamente instalado, embora tivesse reunido uma coleção de 4 mil itens de Mineralogia, Arqueologia, Numismática, Etnologia, Zoologia e Botânica.

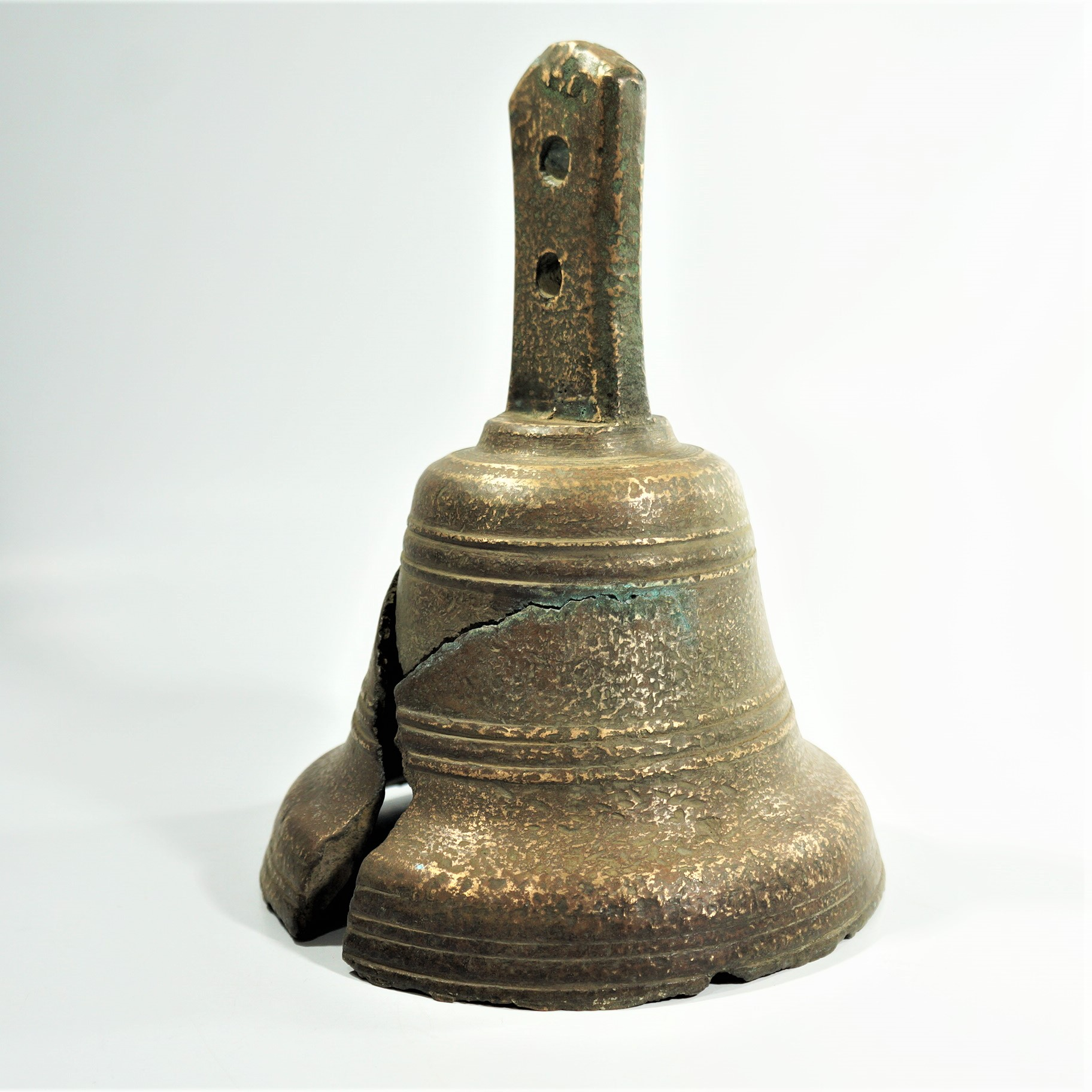
Sino missioneiro

A primeira notícia sobre o tema de um museu estatal é de 1850, quando o presidente da Província José Antônio Pimenta Bueno lamentou que a Repartição de Estatística ainda não funcionava bem, e esperava mais dela se fosse dotada de um diretor com conhecimentos de História Natural, que poderia "sem despesas ir adquirindo, e formando coleções, que no futuro servissem para compor um Museu Provincial". Nada resultou da ideia, e em 1855 o presidente Visconde de Sinimbu disse que ainda não existia na Província "um só edifício destinado para recreio e instrução da população, como Jardim Botânico, Museu e Biblioteca". Sinimbu tentou remediar isso nomeando uma diretoria para o museu, mas depois não há mais notícia sobre ele. Em 1878 a 4ª seção da Secretaria de Governo tinha entre as suas repartições um museu, mas nada se fala sobre suas atividades e dele não há qualquer outro registro. Um decreto de 17 de dezembro de 1885 previu a criação de um museu provincial, o que da mesma forma não ocorreu.

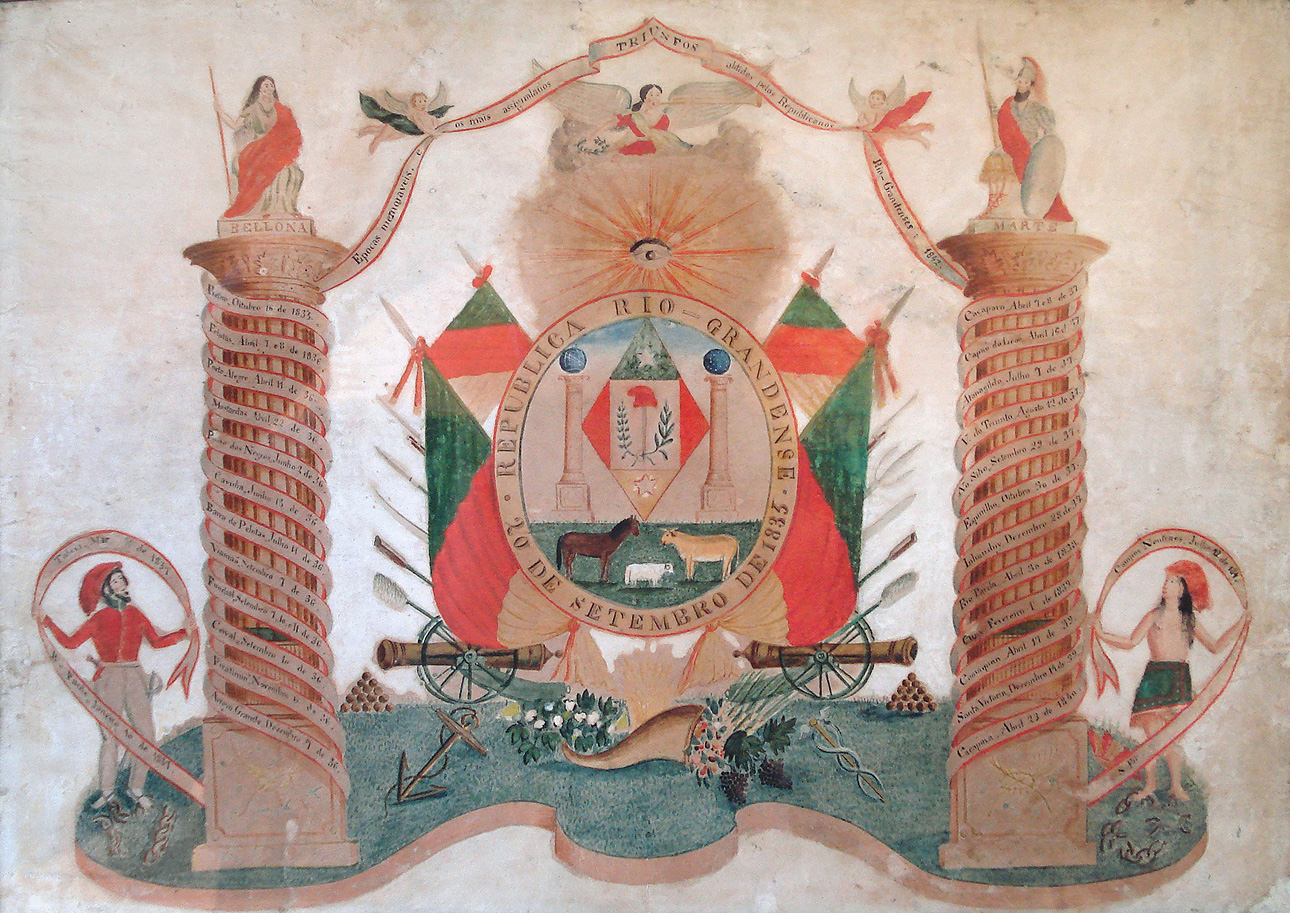
Alegoria Farroupilha, guache do século XIX

O interesse pela museologia crescia, mas ainda era limitado à elite intelectual e alguns políticos progressistas, que inspirados pelas inovações da ciência estavam convencidos da utilidade pública de instituições deste tipo acessíveis à população em geral, consideradas locais de aprendizados sobre arte, história e cultura, e também sobre progresso, trabalho, civismo, moral e costumes. Conforme Rita Possamai, "o cientificismo não apenas nutriu o caldo de representações sobre o progresso do país, como inspirou as práticas de criação de instituições científicas e educacionais, responsáveis pela formação de novos profissionais exigidos pelas mudanças econômicas, advindas da transição de uma sociedade agro-exportadora a uma nova ordem urbano-industrial, e pela propagação de ideias higienistas, sanitaristas e racistas que, por sua vez, justificaram práticas de controle social, seja nas escolas, seja nos contextos urbanos modificados pelas reformas urbanas preconizadas pelo emergente urbanismo". Seja como for, por todo o século XIX o contexto local não permitiu o florescimento de um sistema museológico organizado e estável. Essa organização, de fato, deverá muito à consolidação do Museu Júlio como a principal referência em museologia no estado na primeira metade do século XX.

### Fundação

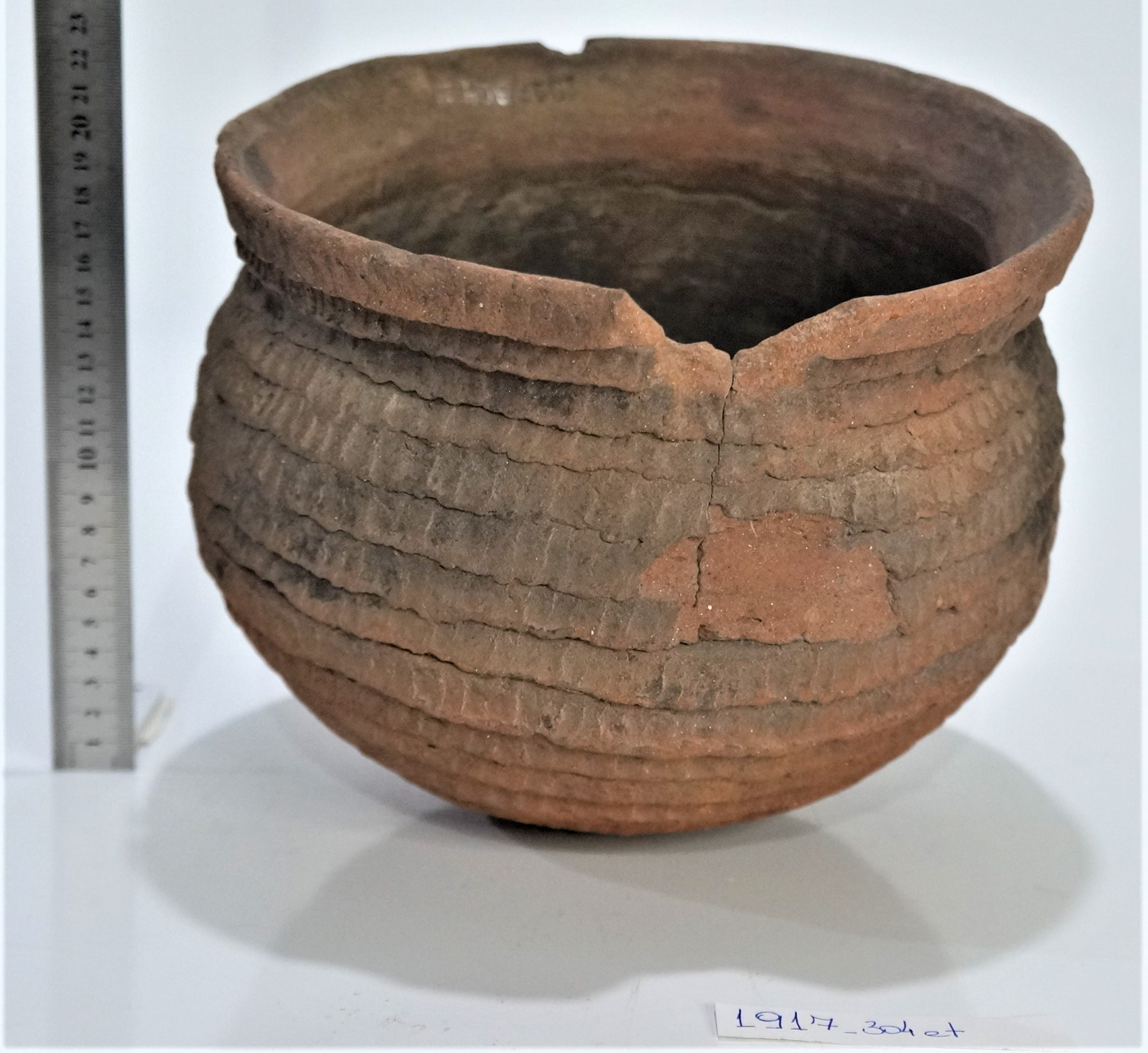
Cerâmica dos povos guaranis

Em 1897 iniciava finalmente o processo que levaria à criação do Museu Júlio. Em 1897 o presidente do Rio Grande, Júlio de Castilhos, lembrou à Assembleia dos Representantes a "conveniência de ser instituído um Museu do Estado, abstendo-me de justificar esta iniciativa, visto que me parece escusado encarecer a sua evidente utilidade". A Lei do Orçamento nº 29 de 14 de novembro de 1899 mostra que o assunto ainda estava sendo desenvolvido. O governo ficava autorizado a gastar até 50 contos de reis "com a criação de um Museu do Estado e possível auxilio à Biblioteca Pública da capital", e já se pensava em uma política de aquisições. Entre março e abril de 1900 o governo divulgou a intenção de efetivá-lo e solicitou às Intendências a coleta e remessa de artefatos indígenas, amostras mineralógicas, espécimes zoológicos e botânicos e outros materiais de potencial interesse educativo ou recreativo. Oficiais do governo também percorreriam coleções privadas a fim de identificar itens desejáveis.
Em maio de 1900 o governo encarregou a Secretaria de Obras Públicas e os chefes das comissões de terras das colônias de coletar pedras, objetos raros, artefatos indígenas e tudo quanto lhes parecesse aproveitável para o museu. Em junho de 1900 já estava preparada uma sala no edifício da Assembleia dos Representantes para sua instalação provisória, e pouco depois o governo adquiriu uma coleção de 714 ovos de pássaros. Ao longo do ano outras aquisições ocorreram, e em março de 1901, na grande Exposição Agropecuária e Industrial, o museu apresentou uma coleção "extraordinária e grande". Em 20 de setembro o presidente do estado Borges de Medeiros declarou que a instituição já havia sido aberta, expondo a coleção de ovos e artefatos indígenas, mas estava instalada de maneira muito precária em dois pavilhões de madeira construídos para sediar a Exposição de 1901, cujos itens exibidos, após seu encerramento, acabaram sendo incorporados ao acervo. Esse conjunto heteróclito de objetos incluía também artesanatos coloniais, produtos industrializados, máquinas, utilitários, objetos litúrgicos e laborais, peças decorativas e artísticas, e outros.

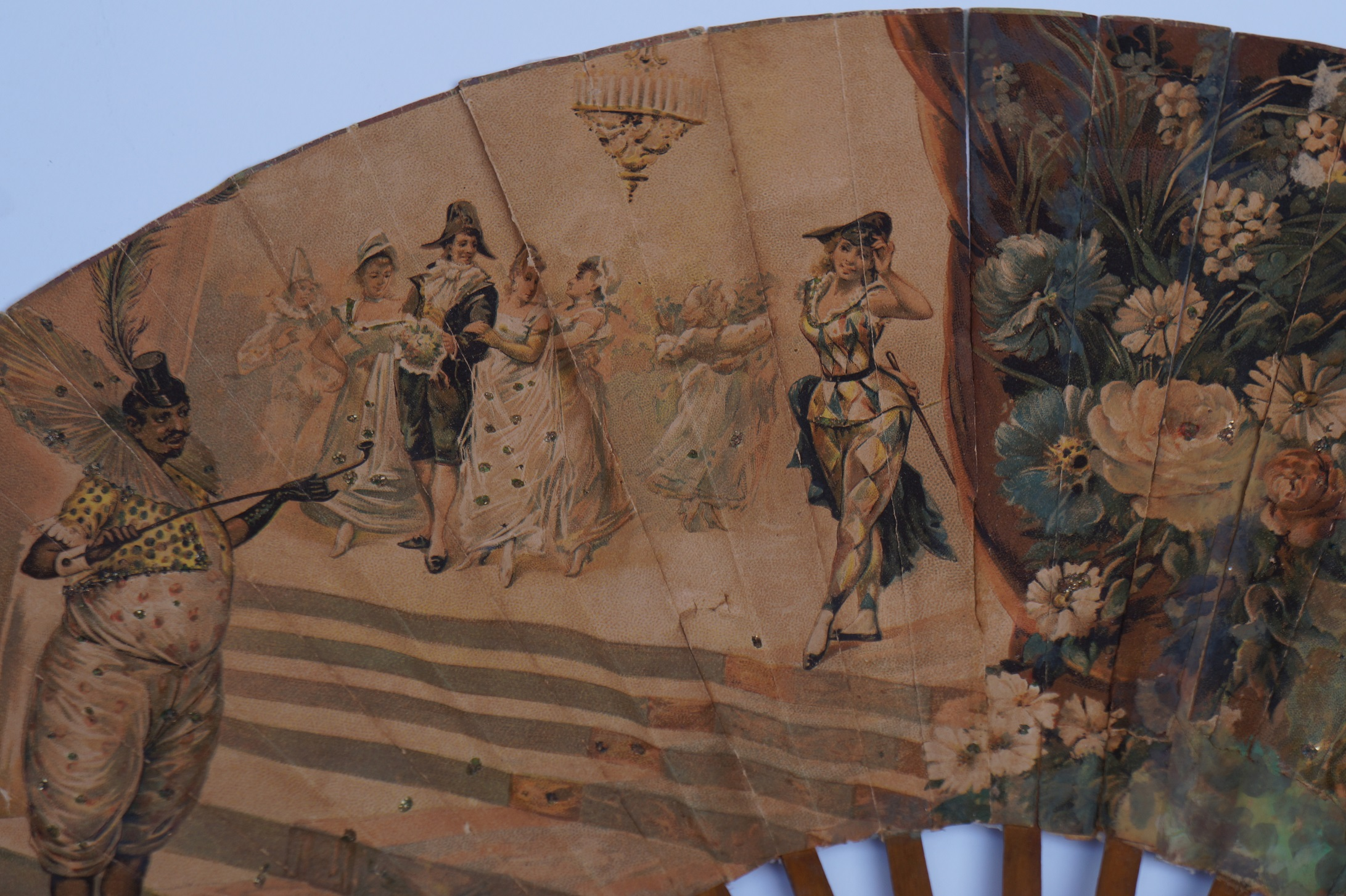
Detalhe de leque que pertenceu a Isaura Dias de Bittencourt

Por fim, pelo Decreto nº 589 de 30 de janeiro de 1903, era oficializada a sua fundação, com o nome de Museu do Estado, constituído de quatro seções: Zoologia e Botânica; Mineralogia, Geologia e Paleontologia; Antropologia e Etnografia; e a seção de Ciências, Artes e Documentos Históricos. Seu objetivo declarado era "receber, classificar e guardar todos os produtos naturais do Rio Grande do Sul e de outras quaisquer proveniências. Colecionar todos os artefatos indígenas que tenham qualquer valor etnológico. Reunir todos os elementos que possam ser úteis ao estudo antropológico dos habitantes primitivos não só do Rio Grande do Sul como do Brasil em geral. Reunir e classificar todos os vestígios paleontológicos que se acharem no Estado ou fora dele. Colecionar os produtos de ciências, indústrias e artes modernas. Colecionar documentos históricos de qualquer gênero. Estabelecer coleções filatélicas e numismáticas". Seguia, portanto, o modelo dos museus enciclopédicos, característicos da museologia internacional no século XIX.

### Primeiros anos: um museu de História Natural
Seu primeiro diretor foi Francisco Rodolfo Simch, dirigindo até 1925, com um intervalo entre 1919 e 1922, quando assumiu interinamente Hugo Debiasi. Até 1904 o museu recebia uma visitação limitada e permanecia a maior parte do tempo com suas portas fechadas ao público, recebendo somente pesquisadores, fornecendo pareceres técnicos, principalmente à Diretoria Central da Secretaria de Obras Públicas do Estado, ao qual foi vinculado desde o começo. No entanto, desenvolvia intensa atividade interna. Sintonizado com a orientação positivista do governo na época, que dava grande ênfase à questão documental, ao progresso técnico e à investigação científica, Simch tinha grande interesse pelas ciências e se preocupou em ampliar a coleção, recebendo doações, fazendo aquisições e excursões para coleta direta de material científico, contando com verbas regulares do governo. Também procurou incentivar a pesquisa, fomentando a produção de diversos trabalhos sobre Geologia, Hidrografia, Climatologia, fauna e flora do estado, e tentou lançar um periódico para que eles tivessem circulação e utilidade para a economia, as ciências, a educação e a sociedade. Montou laboratórios para análises biológicas, químicas e físicas, estabeleceu intercâmbios com outras instituições, e de modo geral sua direção se caracterizou pelo entendimento do museu como uma valiosa ferramenta de progresso e de produção de conhecimento aproveitável na prática. São exemplos dessa abordagem as pesquisas realizadas sobre prospecção de minérios com vistas a exploração comercial, estudos procurando curas para pragas agrícolas, e outros para testar cientificamente os conhecimentos indígenas sobre o uso de plantas medicinais. Sob essa orientação, todos os outros campos em que o museu deveria atuar, por força de seus estatutos, ficaram esquecidos, como a etnologia, a arte e a história.

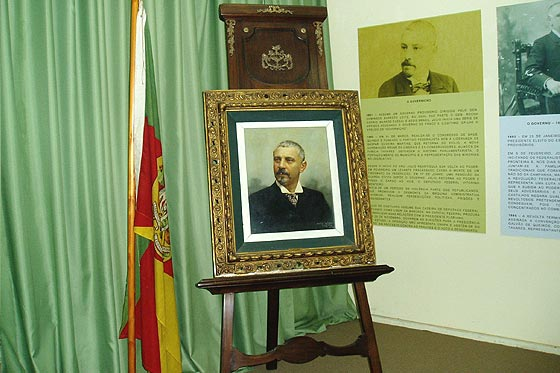
Retrato de Júlio de Castilhos na sala memorial

A coleção crescia rápido, logo colocou-se o problema do espaço físico limitado, e isso se somava às más condições dos pavilhões de madeira onde funcionava o museu. Era preciso achar uma sede nova. Foi iniciada a construção de uma, que chegou a ficar quase pronta, mas o projeto foi abandonado em favor da ideia de aquisição de um edifício já acabado. Assim, em 1905 o governo do estado comprou por oitenta contos de réis o palacete onde havia vivido Júlio de Castilhos, e para lá foi transferido o museu. Em 1897 havia sido aberta uma subscrição entre os membros do Partido Republicano Rio-Grandense para adquirir o palacete para morada de seu presidente, Júlio de Castilhos, que passou a ocupá-lo, com sua esposa Honorina e seus seis filhos, a partir de 25 de janeiro de 1898 até sua morte em 1903. Após o falecimento da viúva, em 15 de agosto de 1905 o governo comprou o imóvel. A mudança ocorreu em poucos dias e em 19 de agosto o museu já estava nele instalado.
O prédio, de número 1231 na rua Duque de Caxias, é uma típica residência urbana aristocrática do século XIX, em estilo neoclássico, de porte elegante e fachada em pedra de arenito, ornamentada com colunas, arcos, balaustradas e frontão. Havia sido construída em 1887 pelo comandante da Escola Militar, o coronel de engenheiros Catão Augusto dos Santos Roxo, para ser sua residência. É um dos raros exemplares de edificação residencial a sobreviver daquele período e a única com fachada de pedra. É também um exemplo precoce das novas tendências da construção habitacional da elite, com um porão de pé-direito alto para poder receber os empregados e as áreas de serviço e não interferir no cotidiano dos proprietários, que viviam no piso superior. O piso de habitação, com isso, ficava elevado em relação ao passeio público, também protegendo a privacidade dos moradores. No momento da aquisição a casa tinha dez peças: três salas, três quartos (um de casal e dois de solteiro), uma sala de jantar, uma copa, uma cozinha e um gabinete de trabalho. Os espaços não eram bons para um museu. As salas eram pequenas, mal iluminadas, não havia lugar para os laboratórios, a estrutura precisava de diversos reparos e adaptações, e a coleção, que já era grande, ficou mal acomodada. As visitações continuavam e a tendência era de franco crescimento, mas a necessidade de colocar a casa em ordem obrigou a uma grande restrição do acesso do público.

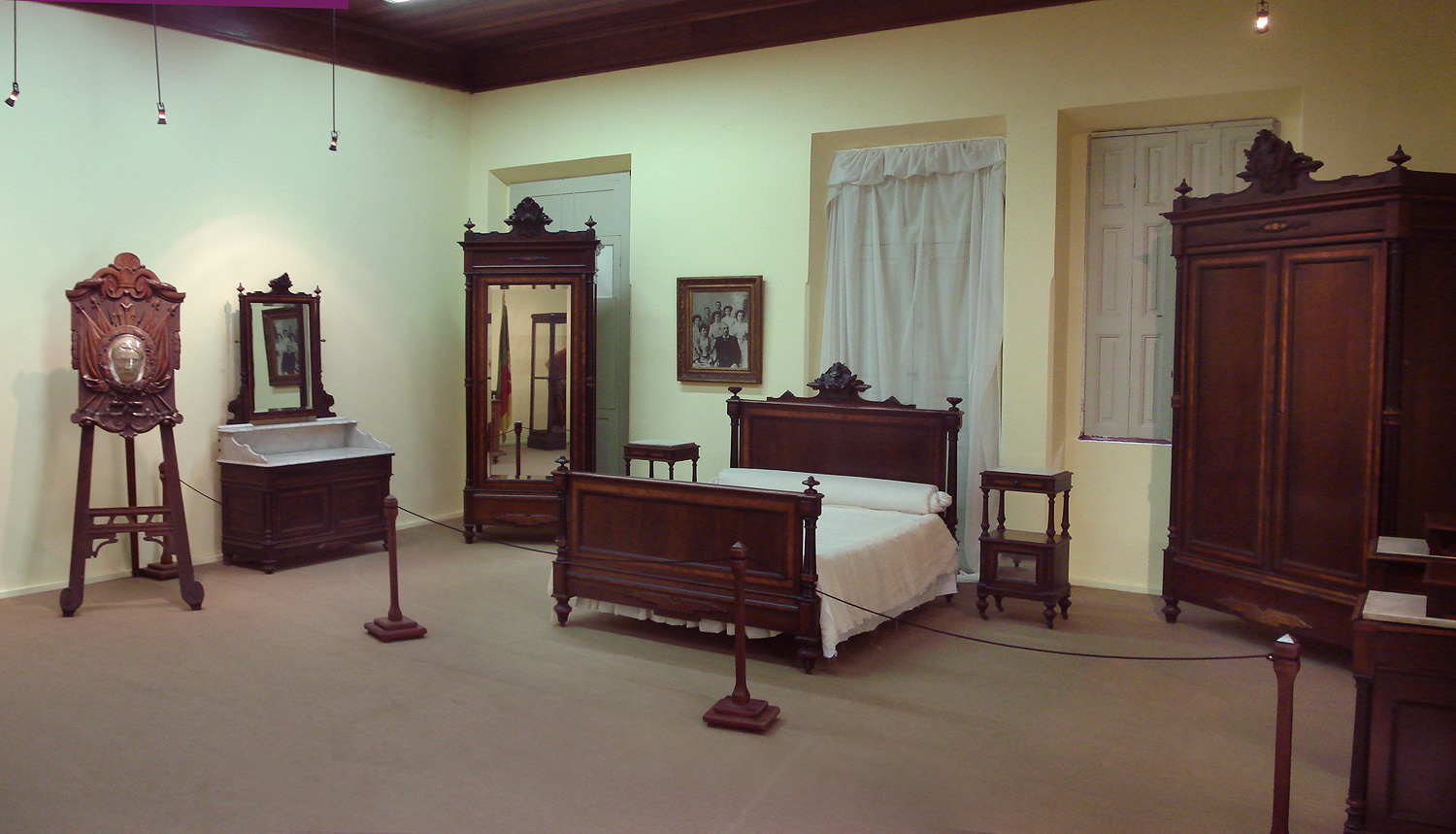
Reconstituição de um dormitório do século XIX

Pelo Decreto 1.140 de 19 de julho de 1907 foi renomeado Museu Júlio de Castilhos, passando a celebrar o político gaúcho,  "atendendo aos inolvidáveis serviços prestados pelo extinto estadista rio-grandense Dr. Júlio de Castilhos, em prol do Museu do Estado, instituição a que ligou o maior interesse e de que foi o iniciador". Dois dias depois da renomeação, outro ato do governo criava uma coleção especial junto à 4ª Seção, a fim de receber objetos pessoais, fotografias e mobília que haviam pertencido ao "eminente, preclaro e virtuosíssimo chefe", "benemérito patriota" que "havia salvado o estado da anarquia", e que vinham sendo reunidos desde sua morte.
Entre 1909 e 1910 o museu permaneceu totalmente fechado para o público, contando apenas com uma equipe pequena e sobrecarregada, mas aproveitando-se para realizar reparos e adaptações na estrutura física. Algumas paredes internas foram derrubadas, reorganizando-se o espaço interno em cinco grandes salões. Até 1912 foi acalentada nos relatórios oficiais a ideia de achar uma casa melhor ou construir um prédio com características adequadas para um museu.

### Transformação em Museu de História
Até a década de 1920 pode ser enquadrado na categoria de Museu de História Natural. Em 1922 o museu passou para a administração da Diretoria do Serviço Geológico e Mineralógico, sob a qual permaneceu até 1925, o que segundo Possamai parece não ter sido vantajoso para a instituição, a julgar pela queda na qualidade e detalhamento dos relatórios da diretoria. Em 1925 foi desligado do Serviço Geológico e Mineralógico, passando à tutela da Secretaria do Interior. Simch passou a dirigir o Arquivo Público do Estado do Rio Grande do Sul, enquanto o professor e literato Alcides Maia assumiu como novo diretor. Neste período o museu abriu definitivamente sua política de atuação para o público, procurou atrair as escolas, e expandiu seus horizontes. A formação de Maia na literatura, mais o recebimento, em 1925, da Seção Histórica do Arquivo Público, e a fundação do Instituto Histórico e Geográfico do Rio Grande do Sul, que ali se instalou, foram fatores que redirecionaram as diretrizes do museu, passando de uma instituição primariamente preocupada com as ciências naturais, para um museu também envolvido ativamente no estudo da história, na preservação da cultura material e na produção de historiografia sobre o Rio Grande do Sul. A estrutura foi redefinida, passando a ter duas seções: uma de História Nacional e outra de História Natural. No mesmo ano foram construídos novos cômodos no fundo do palacete para possibilitar uma exposição maior e acomodar melhor o acervo que sempre crescia.
Durante o Estado Novo, em 1938 o museu foi transferido para a Secretaria de Educação. Em 23 de março de 1939 foi nomeado diretor Emílio Kemp, cargo em que permaneceu até 1950, quando se aposentou. Em 1953 o governo do estado aprovou uma reformulação da Secretaria de Educação, e as instituições que mantinha tiveram que estabelecer diretrizes mais claras. Em janeiro do ano seguinte a Lei 2.345 criou a Divisão de Cultura para gerenciar as instituições culturais da Secretaria. Ao mesmo tempo, o governo termina a ligação do museu com o Arquivo Público, e desmembra suas coleções de História Natural, Documentos e Arte Moderna, criando com elas o Museu de Ciências Naturais, o Arquivo Histórico do Rio Grande do Sul e o Museu de Arte do Rio Grande do Sul.

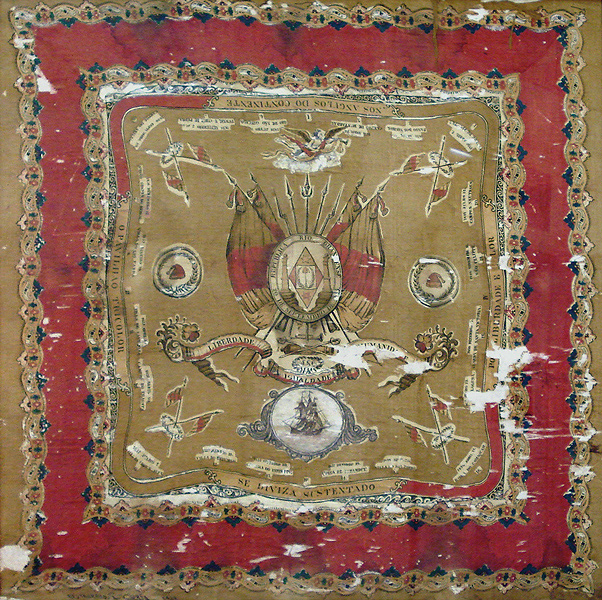
O Lenço Farroupilha

Com a separação das instituições em 1954 foi criado um novo Regimento Interno para o museu e os seus objetivos foram redefinidos, passando a ser um Museu de História. Desde 1952 sob a direção de Dante de Laytano, um destacado folclorista, ele defendeu a incorporação do folclore e das tradições populares na escrita historiográfica, até então pouco valorizadas pelos acadêmicos. Laytano permaneceu na direção até 1960, e teve um sucesso muito limitado com os seus planos de valorização do folclore através do museu, que incluíam a criação de uma Seção Açoriana, em parte por falta de verbas, mas em parte por inconsistências conceituais e disputas com outros agentes da cultura. Na visão do próprio governo, o folclore devia ser fomentado através do apoio aos grupos praticantes, e para isso criara no mesmo ato de 1954 o Instituto de Tradições e Folclore do Rio Grande do Sul, enquanto o museu deveria permanecer como uma espécie de templo do civismo.

### Declínio
Apesar das reformas tentando redefinir o papel e os rumos do Museu Júlio, em termos de acervo na prática as coisas mudaram pouco. Continuava de modo geral sendo um depósito indiscriminado e mal organizado de objetos. Além disso, depois da separação das instituições em 1954, o Museu Júlio teve de passar a competir com elas por verbas e atenção oficial, teve seriamente abalado o seu monopólio na construção da história oficial do estado, e na década de 1960 iniciava um longo período de decadência e perda de prestígio. Apesar disso, o seu caráter de Museu de História era cada vez mais reforçado, parte da política do Estado na época, empenhado em consolidar uma interpretação específica e comprometida ideologicamente da história do estado e do Brasil, e definir a identidade cultural do Rio Grande do Sul e seu povo. Neste processo, o Museu Júlio desempenhou parte ativa na consagração da figura do gaúcho no imaginário simbólico local como o rio-grandense prototípico, sendo inclusive criada uma Sala Gaúcha. Na leitura de Andrea da Silveira, "é neste período (1960-1980) que a instituição, efetivamente, desenvolve sua imaginação e discurso de museu histórico", mas continuava sendo um museu de filosofia conservadora, e "a história representada no MJC, nos anos 1960-1980, pode ser considerada um 'teatro' da memória alimentada pelos seus diretores, que foram capacitados pelo Estado do Rio Grande do Sul para a construção de poderosas interpretações de pertencimento, exclusão, triagens ou inserções". Essa orientação seletiva se refletia nas peças incorporadas à coleção nestes anos, que deixaram de fora inúmeros temas e atores.

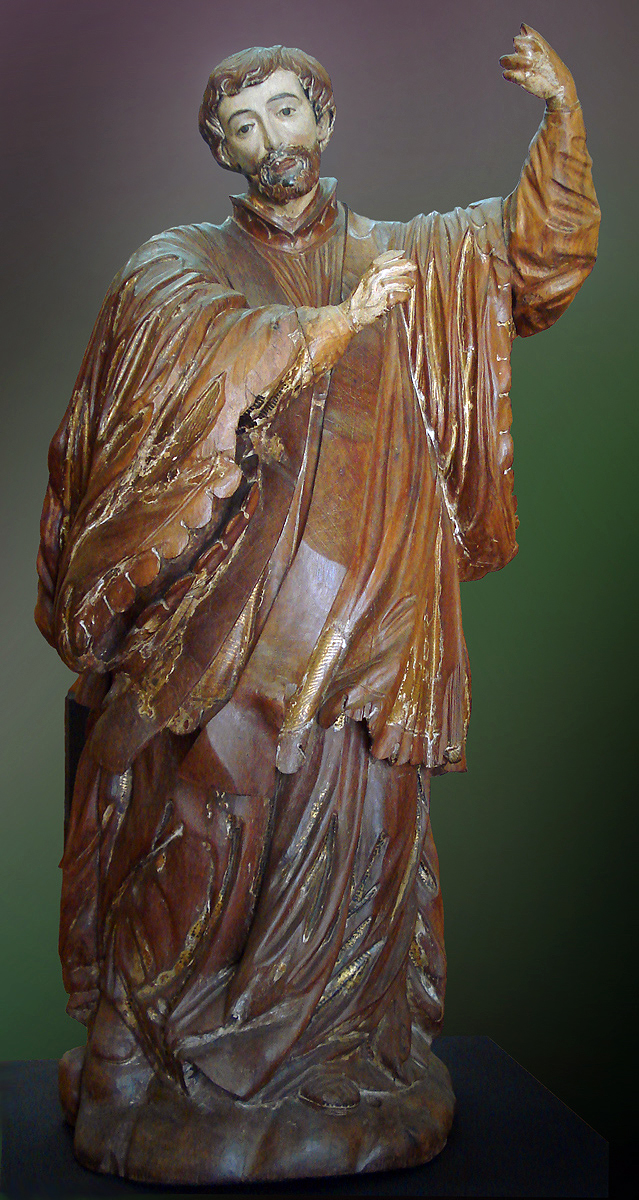
Arte missioneira: São Francisco Xavier, século XVIII

Com o início da ditadura militar em 1964, o museu se alinhou à retórica oficial, organizando exposições onde se ensinava que o Brasil vivia numa democracia, era um país católico e patriota, e que as ações dos militares eram necessárias. Além disso, apesar da propaganda de que o museu era "moderno, dinâmico e didático", "escola viva de nossas imperecíveis tradições e templo de cultura e civismo", os funcionários em geral não tinham um preparo adequado para suas funções, a destinação de verbas era mínima, a infraestrutura era precária, o prédio não recebia conservação, não havia uma política de aquisições, muitas peças foram descartadas sem critério, o Livro Tombo não era atualizado, os projetos não tinham continuidade, as peças eram expostas em vitrines abarrotadas com dados de identificação pobres e sem contexto, e o museu agia pouco no sentido de organizar e conservar sua coleção. O cenário se tornou ainda mais complexo com a grande reforma ocorrida na museologia na década de 1970, que resultou na chamada Nova Museologia, modificando o entendimento e conceituação dos museus, expandindo seu escopo, e assimilando os atores e temas antes excluídos pelas elites dirigentes. No entanto, os recursos financeiros e de pessoal eram insuficientes para acompanhar essa renovação conceitual.
Em meio a tantas dificuldades, algumas iniciativas foram bem-vindas, como a introdução de um sistema de catalogação baseado em fichas que foi modelo para outros museus, a criação do cargo de pesquisador no quadro funcional e a inauguração das visitas guiadas, todas na gestão de Derly Chaves (1960-1967), que também deu grande ênfase ao papel educativo do museu. Chaves foi sucedido pelo general da reserva Antônio Rocha Almeida (1967-1971), que encontrou um prédio decrépito, a ponto de ameaçar a segurança dos frequentadores e causar danos nas obras, obrigando ao seu fechamento em 16 de fevereiro de 1968. Uma reforma foi iniciada em dezembro para sanar os problemas mais urgentes no telhado, piso, fachada, redes elétrica e hidráulica, mas ela progrediu com lentidão. Somente em junho de 1971 foi instituída pelo governo a Comissão de Recuperação do Patrimônio Histórico do Estado, prevendo investimentos no museu. Em 2 de outubro Almeida faleceu, assumindo interinamente o funcionário Ivone Martini, que dedicou seus esforços principalmente para a reforma das instalações, mas também se preocupou em reestruturar os departamentos do museu e qualificar as atividades. Em sua gestão foi instituído o cargo de historiador, dezenas de obras passaram por restauro, foi desenvolvido um inventário da coleção e foram criadas a Biblioteca, a Unidade Técnica, a Unidade de Relações Públicas e a de Apoio Administrativo. Em 10 de março de 1973 o museu passou a ser dirigido pelo coronel Moacyr Domingues. Em 19 de setembro de 1973 o museu foi reaberto e em novembro Domingues pediu dispensa de suas funções.

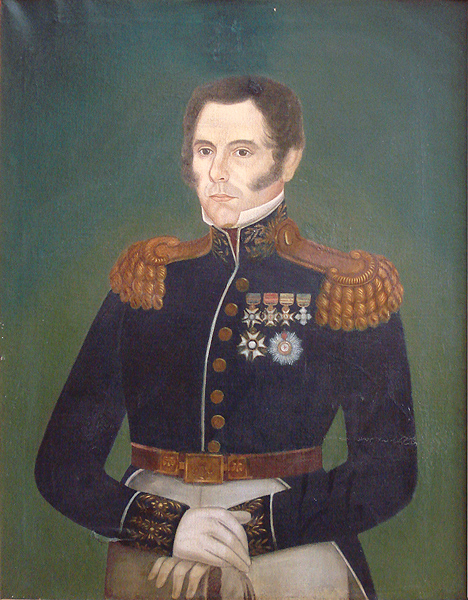
Retrato de Bento Gonçalves da Silva por Guilherme Litran

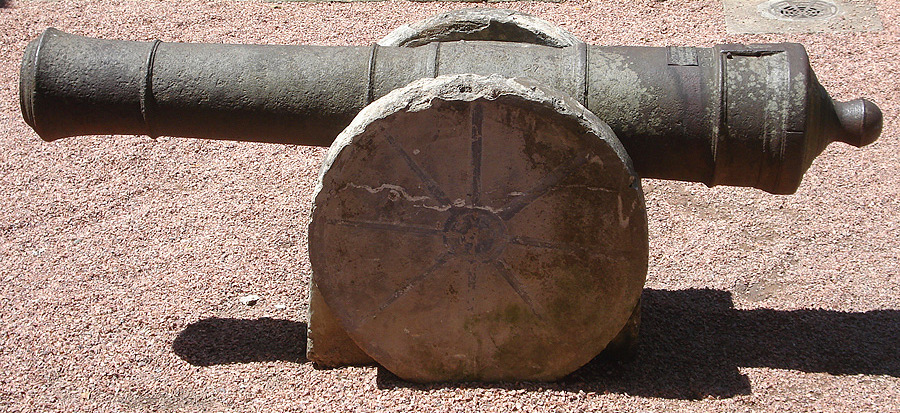
Canhão Farroupilha

Em 11 de abril de 1974 tomou posse Joaquim Carlos de Moraes, funcionário do museu desde 1963, que promoveu diversos avanços: incentivou a qualificação dos funcionários, criou um programa de estágios para universitários, estabeleceu muitas parcerias com outras instituições e deu grande ênfase para a aproximação do museu com o público escolar e as comunidades periféricas e do interior, programando mostras itinerantes (Trem da Cultura) e outras voltadas para públicos sem acesso regular à cultura (O Museu Vai à Escola, O Museu Vai à Indústria), que foram projetos arrojados e inéditos para seu contexto. Mesmo que as peças selecionadas para esses projetos especiais compusessem um conjunto heterogêneo, fossem apresentadas sem contexto e apelassem de certa forma para o sensacionalismo, para um público significativo foram a primeira experiência de contato com bens culturais. Por outro lado, segundo Silveira, a filosofia da instituição não estimulava o pensamento crítico no público e o museu era concebido como o tesouro das glórias da elite, com as funções de "fabricar imortais" e disciplinar a sociedade, "entronizando relações de poder", além de privilegiar nas aquisições e exposições objetos relacionados à história das forças militares e episódios marcantes onde elas estiveram envolvidas, como na Revolução Farroupilha, na Guerra do Paraguai e na República Velha. Na realidade interna, sem verbas suficientes, sem manutenção do prédio, com pouco pessoal, pouco espaço físico, nas questões de segurança, conservação, documentação, organização da coleção e da base documental e demais ações propriamente museológicas, o museu ainda mostrava um panorama de grande precariedade. Apesar das limitações conceituais e dificuldades práticas, o museu se firmou neste período como uma referência na museologia rio-grandense, oferecendo subsídios para as atividades de vários outros museus que foram sendo criados na capital e pelo estado, e se tornou um sucesso de público, sendo visitado por 554.958 pessoas entre 1975 e 1978, além de ser divulgado como uma parada obrigatória para qualquer turista que visitasse a capital.
Com a promulgação da Lei 7.231 de 18 de dezembro de 1978, dispondo sobre a proteção do patrimônio cultural do estado, foi iniciado um novo projeto de qualificação do museu. Desde 1975 se pleiteava a aquisição da casa vizinha para permitir um desafogo nos superlotados espaços da sede antiga, concretizando-se a aquisição em 17 de dezembro de 1980, e para ali foram transferidos setores administrativos, a Reserva Técnica, a Biblioteca, o Auditório e a Sala Multi-Meios. A dita casa, número 1205, havia sido construída entre 1917 e 1918 para servir de residência para Sebastião Velho. Depois foi moradia de outro ex-governante do estado, Borges de Medeiros, seguidor de Julio de Castilhos. Ambos os prédios foram incluídos em 1977 no Inventário dos Bens Imóveis de Valor Histórico e Cultural e de Expressiva Tradição, e foram tombados pelo Patrimônio Estadual em 1982.
A casa não tinha condições ideais para servir ao museu, mas uma reforma só veio a ocorrer em 1996. Moraes foi sucedido em 14 de julho de 1981 por Maria Margarida de Carvalho, a primeira mulher a dirigir a instituição.

### Recuperação

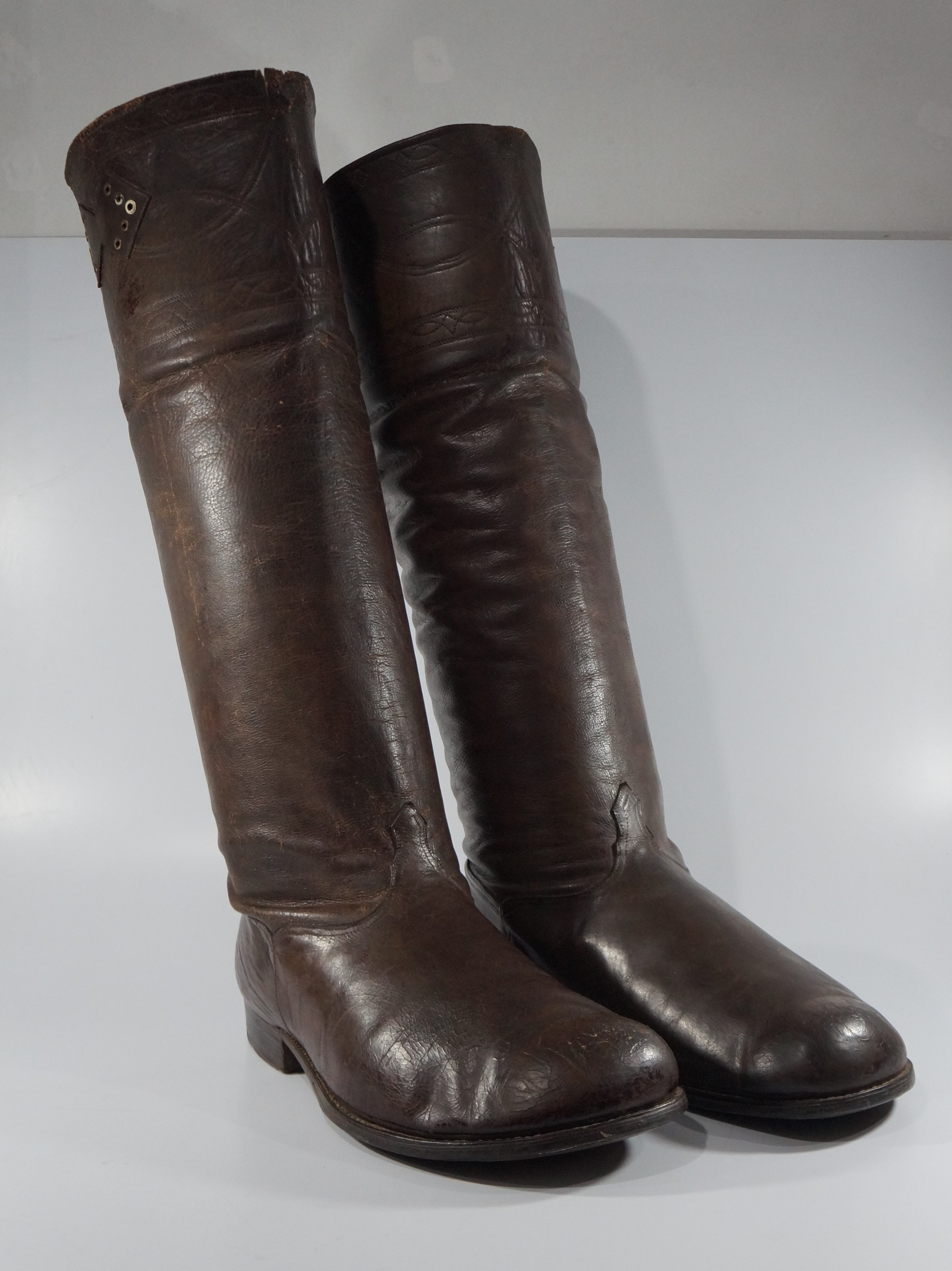
As Botas do Gigante, uma das peças mais populares do museu.

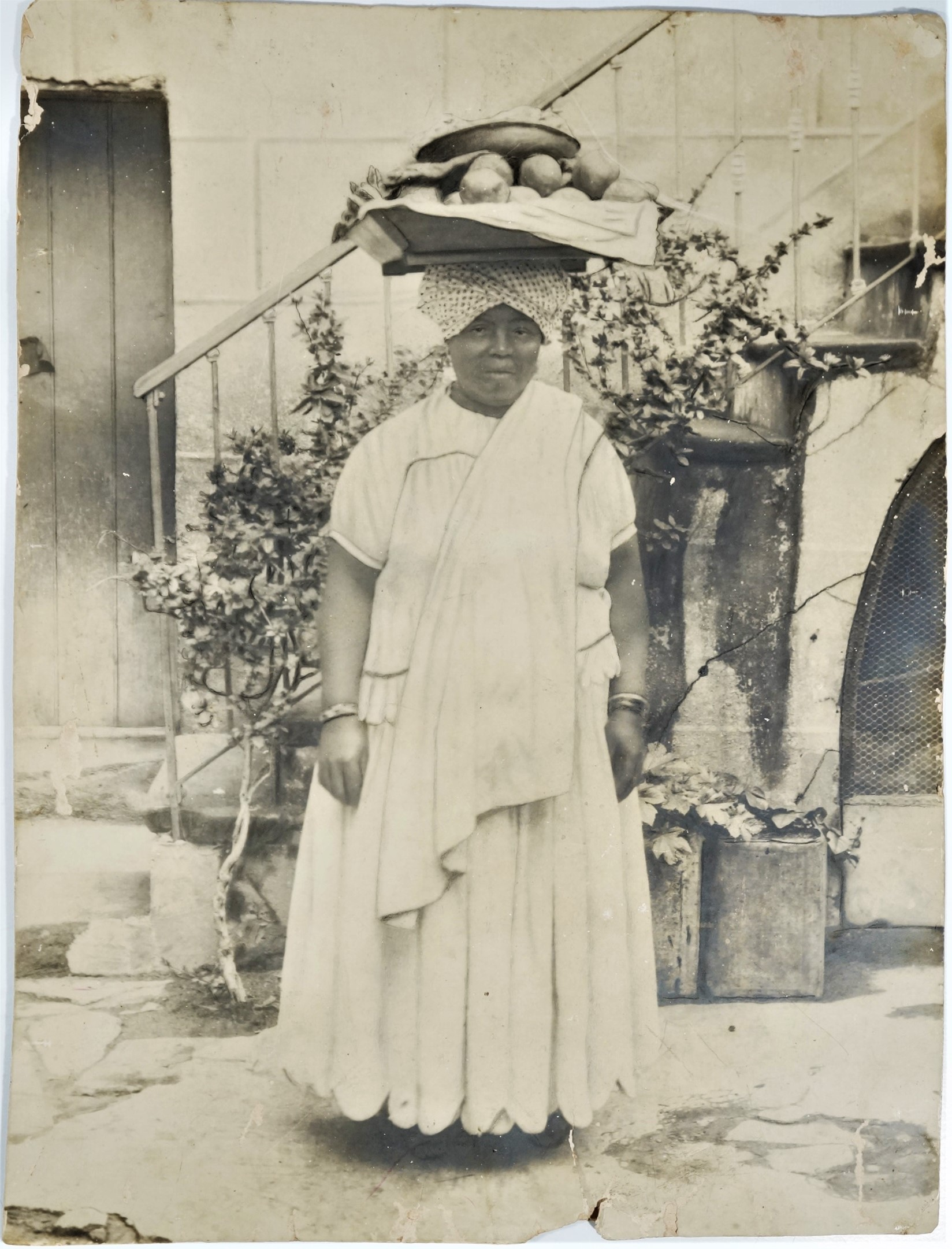
Tia Forosa, Porto Alegre, final do século XIX. Acervo fotográfico do museu

A situação de precariedade começou a ser revertida a partir da década de 1990, quando o museu fez grandes reformas em sua estrutura física, revisou seu sistema de aquisições e recebeu pessoal novo, mais preparado para administrar um museu que se queria moderno. Ainda não tinha verba para aquisições ativas, e dependia só de doações, mas deixou de aceitar a doação de curiosidades e quinquilharias de todo tipo como vinha fazendo há muito tempo. A sala de curiosidades foi desmontada neste período, mas não sem gerar protestos, pois muitos visitantes a consideravam a mais interessante do museu, tendo entre os itens favoritos do público as "Botas do Gigante", que pertenceram a um personagem folclórico do século XIX. Em vista da resposta negativa, a coleção de curiosidades voltou a ser exibida. Esse episódio contribuiu para uma reavaliação do valor e significado desse tipo de peças. Segundo Letícia Nedel, "as demandas dos visitantes ajudaram a iluminar não só o potencial significativo do acervo, mas a natureza do lugar em que trabalhávamos: ao invés de um espaço de comunicação de versões históricas acabadas, um lugar de memórias concorrentes e em permanente construção".
Em 1997 o telhado e o forro foram substituídos. Em 2004 iniciou um projeto de informatização do catálogo de sua coleção, facilitando o acesso das informações a pesquisadores, público interessado e à própria equipe da casa. Em 2005 a instituição recebeu verbas do Banco Nacional de Desenvolvimento Econômico e Social para a instalação de um completo sistema de segurança interno, com câmeras de vídeo, monitores e sensores anti-furto. Em 2006 recebeu verbas para melhorias no interior da Reserva Técnica e lançou seu website na internet. Em 2007 foram feitas obras de manutenção da estrutura, revitalização dos seus espaços internos e reorganização da museografia. Nos anos subsequentes tempestades prejudicaram a conservação dos edifícios. Em janeiro de 2017 o museu teve de ser fechado para sanar um problema de infiltrações de umidade e goteiras em várias salas de um dos prédios, causando danos no piso de madeira, nas paredes e obrigando à evacuação dessas salas. No outro prédio a instalação elétrica ficou comprometida. Foi organizada uma obra emergencial para reparar esses danos. Em 2019 a instituição recebeu uma verba de 10,5 milhões de reais do governo para iniciar a reforma completa das duas casas. O projeto incluiu a construção de um novo bloco de quatro andares nos fundos para ser a nova Reserva Técnica.
Entre 2020 e 2021, o museu esteve fechado ao público por causa da pandemia de covid-19. Em 2021 foi lançado um projeto de restauro de parte da coleção. Em 2023 comemorou seus 120 anos com uma reformulação das salas de exposição e uma mostra sobre a história da própria instituição, Aos 120 — Nossa História, sendo apresentadas também a recuperação de parte da antiga decoração mural da residência de Júlio de Castilhos e um novo acesso. Na ocasião, foi anunciado pelo governo do Estado o investimento de mais R$ 14,5 milhões para as obras da reforma, possibilitando restaurar mais obras, fazer melhorias na acessibilidade e segurança e criar um espaço para uma pinacoteca. No fim de 2023, através do Decreto 57.409, mudou de nome para Museu de História Júlio de Castilhos, a fim de deixar claro para o público que tipo de museu ele é e evitar ser considerado um museu dedicado exclusivamente à memória de Júlio de Castilhos.
Ainda em 2023 foi anunciado um projeto de construção de um prédio privado de 41 andares, 104,12 metros de altura, exatamente ao lado do museu. A Associação dos Amigos do museu se posicionou contrária, temendo que a construção da torre viesse a impactar negativamente as condições físicas dos prédios históricos e da coleção. O caso ganhou repercussão e gerou polêmica. O Instituto do Patrimônio Histórico e Artístico do Estado não era favorável ao licenciamento da obra, pois devido ao valor histórico das casas as construções no entorno podem ter, no máximo, 15 pavimentos ou 45 metros de altura. Duas ações civis públicas foram impetradas junto à Justiça Federal com o intuito de impedir a construção, recebendo o apoio do Ministério Público do Rio Grande do Sul e do Ministério Público Federal. A seção gaúcha do Instituto de Arquitetos do Brasil e os cursos de Museologia e Pós-Graduação em Patrimônio da UFRGS, também foram contrários à obra. O projeto foi embargado por decisão judicial, e em 2024 a Procuradoria Geral do Estado reafirmou o limite de 15 andares ou 45 metros de altura para as construções no entorno da instituição.
Em 16 de janeiro de 2024 outra tempestade danificou os prédios, obrigando ao fechamento do museu, reabrindo uma das casas no dia 30, enquanto a outra permanecia sendo reparada. As obras de recuperação continuavam em abril de 2025.

## Legado e perspectivas

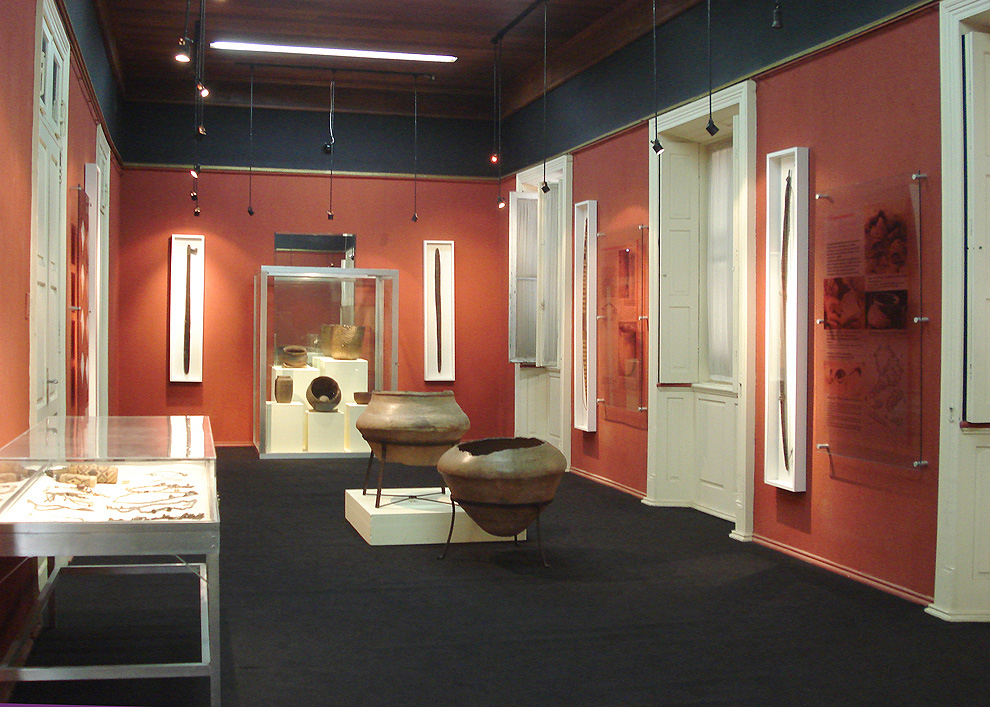
Sala Indígena na museografia de 2007

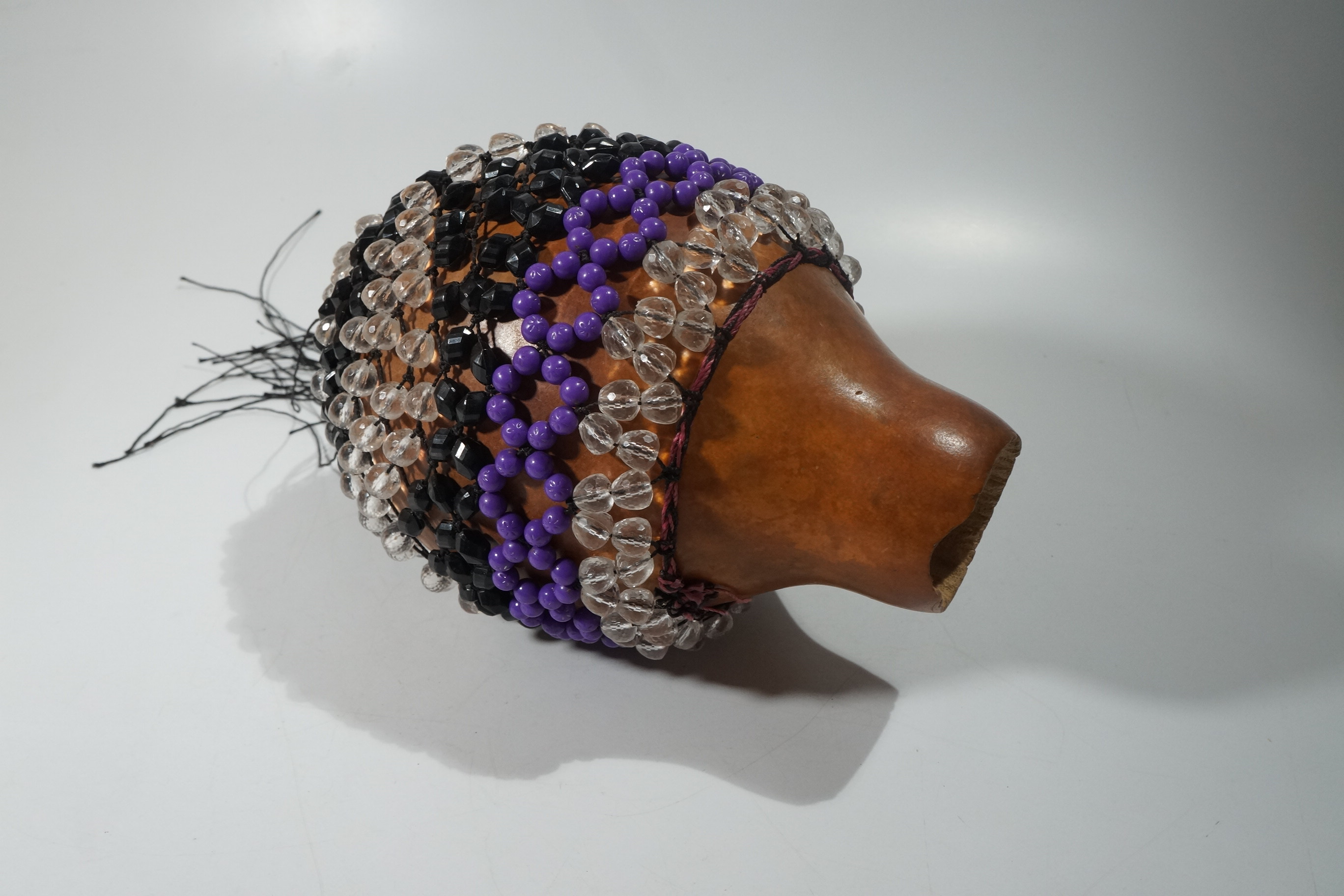
Agbê da Mestra Alexandra Amaral

Na avaliação de Silveira, o Museu Júlio tem uma longa história de contrastes, de fragilidade, descontinuidades, incerteza e sistemática instrumentalização ideológica, e permaneceu por muito tempo desorganizado, mal definido e mal aparelhado. Apesar da retórica dos governos, que dele se orgulhavam e o usaram como um dos braços executivos e propagandísticos das suas políticas e dos seus projetos de sociedade, depois de um início bem provido de fundos seu mantimento foi negligenciado até o fim do século XX, a ponto de seu prédio arruinar-se e seu acervo ser comprometido. "O investimento do Estado (nacional e regional) no Museu Julio de Castilhos foi de uso, espetacularização e populismo". Porém, ao contrário dos museus efêmeros e obscuros do século XIX, foi uma iniciativa que durou e exerceu grande influência, sendo o foco organizador do sistema museológico do estado, estabelecendo princípios e práticas, e inspirando a criação de outros museus. Não apenas isso, ele consagrou padrões de comportamento e pensamento, escreveu a história local e é o guardião de um valioso patrimônio, tornando-se um equipamento cultural de inequívoca importância no cenário do estado. Não por acaso ele é estudado por muitos acadêmicos.
Os investimentos para conservação, melhorias e atualização, embora tenham aumentado significativamente nos últimos anos, ainda tendem a permanecer aquém do necessário. Por exemplo, em 2019 o museu ainda não tinha ar condicionado nem um Plano Museológico como manda a lei, e a visitação havia caído para um terço do que era em 2013. Essa história cronicamente deficitária é um dos motivos para que pesquisadores como Paz, Morates e Alves apontem problemas em conceitos e nas formas como o acervo é usado, alguns velhos modelos expositivos ainda não foram de todo superados, nem todas as exposições despertam interesse, e ele ainda não alcança o público por igual, que é na maior parte o feminino, o mais jovem e o que tem maior escolaridade. Mas muitos avanços ocorreram, e para Borges e Silveira, nas últimas décadas o museu vem assumindo uma nova feição: mais plural, mais exploradora, mais inclusiva, mais ouvinte e menos ditadora, e mais integrada com a sociedade, e, mantendo como base a valorização da cultura material, mais dedicada a provocar debate e ensinar o público a pensar e questionar.

## Acervo

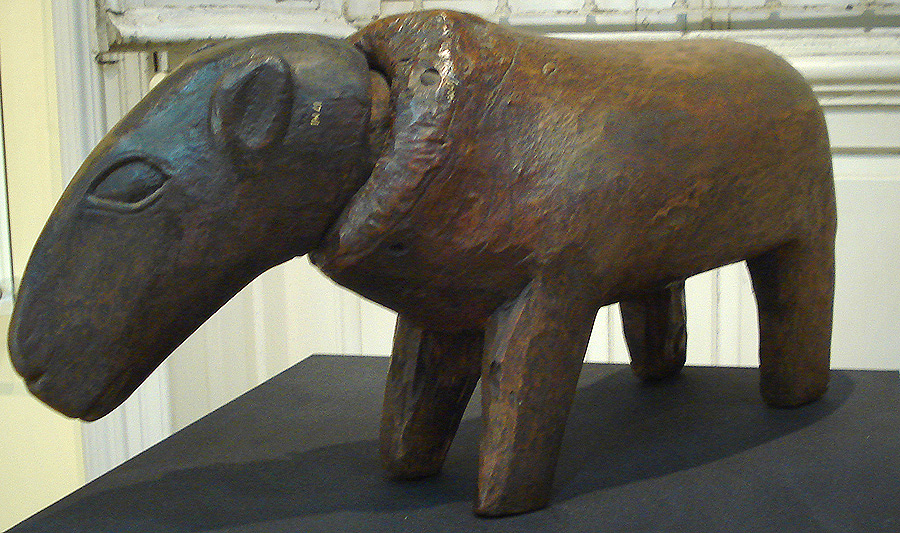
Banqueta indígena

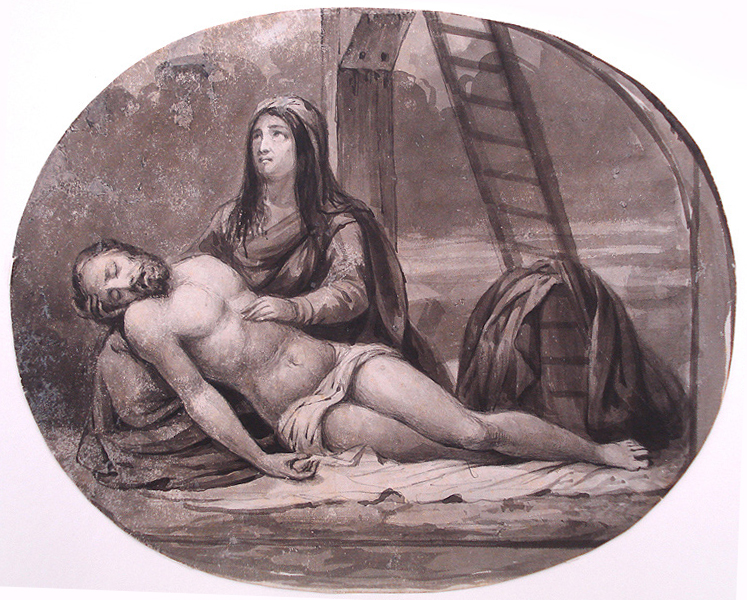
Pietà, de Manuel de Araújo Porto-Alegre, aguada sobre papel, sem data

O acervo arqueológico, etnográfico, histórico e artístico do museu, um grupo de 397 peças dentre as mais de 11 mil de sua coleção,  é patrimônio tombado pelo Instituto do Patrimônio Histórico e Artístico Nacional, que o considera "a principal coleção referente à história do Rio Grande do Sul. Contém peças arqueológicas das primeiras ocupações humanas no Estado e da ocupação espanhola, na região das missões jesuítico-guarani, além de objetos de diversos períodos da história gaúcha e de sua capital, principalmente de fatos políticos".
O acervo é dividido em 22 coleções, incluindo iconografia (pinturas, gravuras, fotos), indumentária (roupas, acessórios, modas de épocas), armaria (armas), etnologia (objetos relacionados à cultura indígena), escravista (objetos utilizados no período da escravidão), documentos, utensílios domésticos, instrumentos musicais, instrumentos de trabalho, máquinas, medalhas, obras de arte, mobiliário, numismática, objetos decorativos, objetos de uso pessoal, dentre outras.

## Estrutura

### Setores
Em 2024 os setores do museu eram:
- Núcleo de Documentação
- Pesquisa de Acervo
- Núcleo Cultural/Eventos/Produção/Secretaria
- Núcleo Educativo
- Núcleo Administrativo
- Núcleo de Conservação
- Comunicação

### Salas de exposição

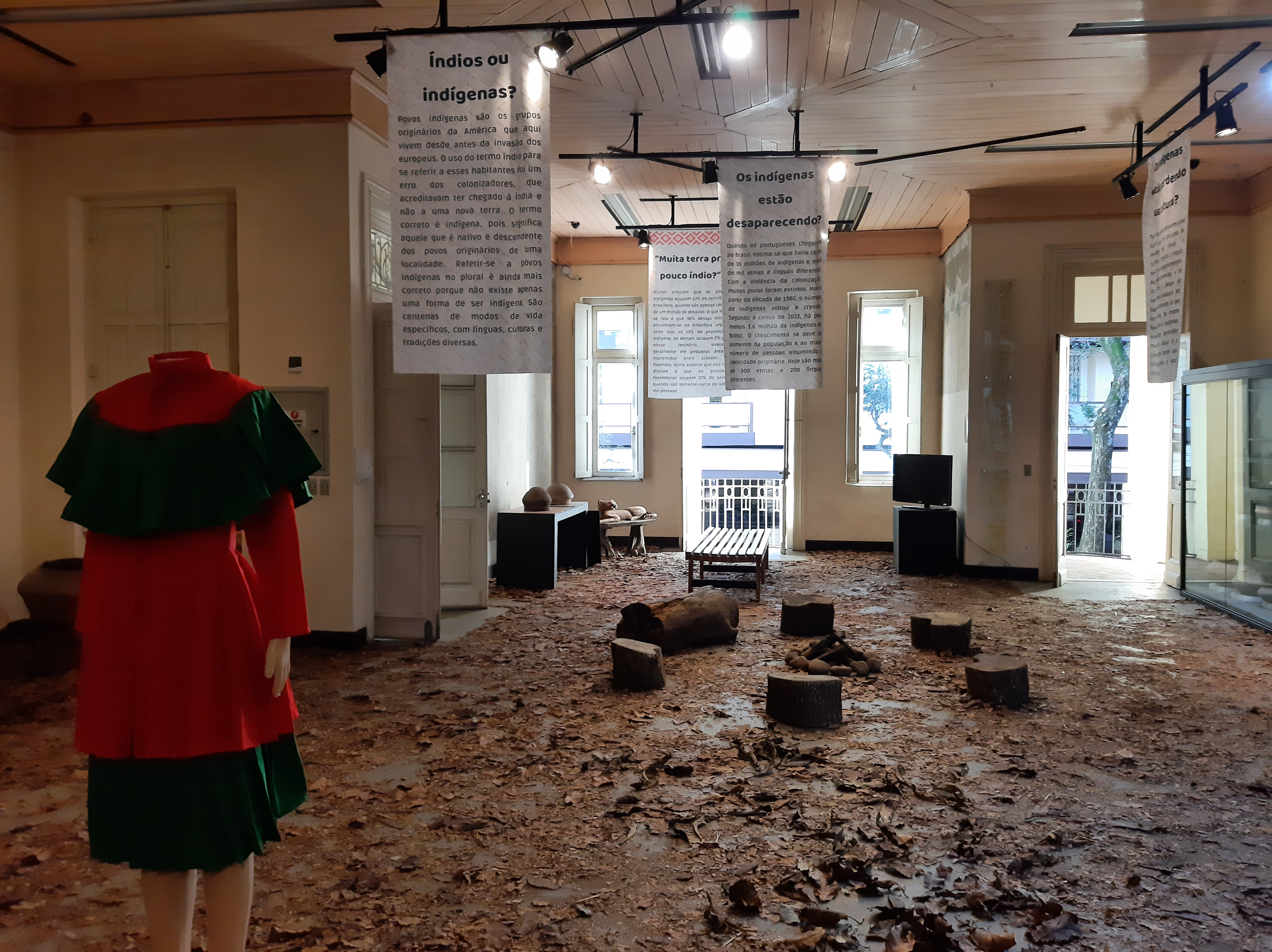
Sala da exposição Memória e Resistência, 2023

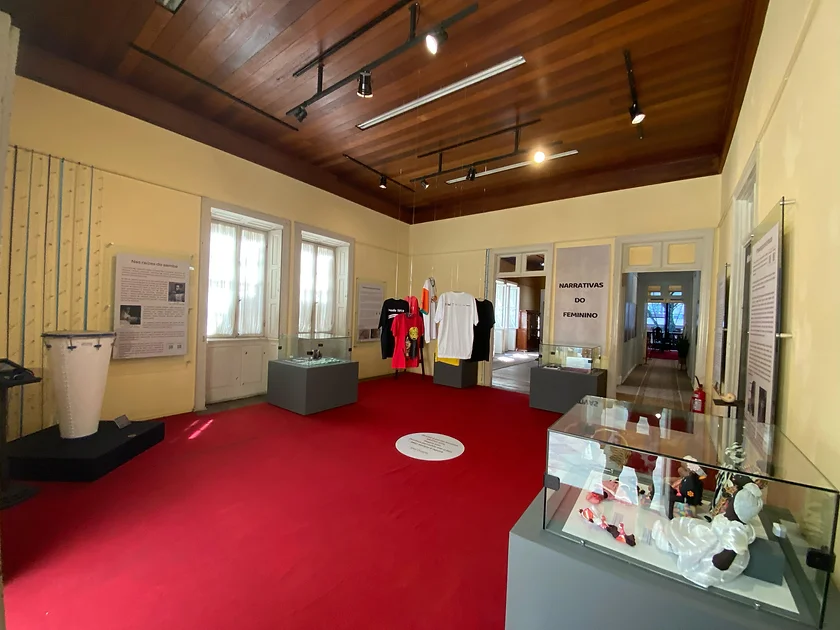
Sala da exposição Narrativas do Feminino, 2024

Nas salas de exposições de longa duração, a museografia adota um tema diferente para cada sala, assim distribuídas em 2024:
- Memória e Resistência, ocupando duas salas, traça a história do estado desde o período dominado pelos indígenas até a colonização europeia e a contemporaneidade, incluindo artefatos arqueológicos e indígenas e estatuária missioneira.
- Narrativas do Feminino, resgatando a história apagada das mulheres no estado, com indumentária, acessórios, objetos utilizados em trabalho, pinturas, registros literários e fotografias.
- Quarto Estilo Império, onde se conservam móveis e apetrechos de um dormitório do século XIX.
- Gabinete, é um memorial de Júlio de Castilhos, contendo fotografias, pinturas, louça, mobília e outros objetos de uso pessoal do político gaúcho.
- Guerra, com um acervo ligado aos militares, com armas, fotos e documentos.
- Transportes, com veículos de transporte antigos.

Também há espaços para exposições de curta duração com acervos próprios ou de convidados.
As peças que não estão em exibição são conservadas em quatro Reservas Técnicas, com sistema de segurança, câmeras de vigilância e equipamentos de controle de temperatura e umidade.

## Atividades
Além das exposições próprias e do trabalho interno o museu oferece a oportunidade de que outras coleções e artistas convidados exponham em suas dependências, e promove atividades diversificadas para o público, como recitais de música, sessões de cinema e oficinas de restauro. Fazem parte das atividades regulares do museu projetos de pesquisa multidisciplinares, ações de divulgação e ações educativas, incluindo visitas mediadas.